# South Melbourne Football Club
Maillots
Le South Melbourne FC est un club Australien de football basé à Melbourne et fondé en 1959. Le club présidé par Nick Galatas et entraîné par Eddie Krnčević évolue en Victorian Premier League (Championnat D2).

## Palmarès
- Ligue des champions de l'OFC : 
  - Vainqueur : 1999

- Championnat d'Australie : 
  - Vainqueur : 1984, 1991, 1998, 1999

- Victorian Premier League :
  - Vainqueur : 1962, 1964, 1965, 1966, 1972, 1974, 1976, 2006

- Coupe d'Australie :
  - Vainqueur : 1996
  - Finaliste : 1987

- Coupe du monde des clubs : 
  - 1er tour : 2000

- Le club est classé meilleur club de football océanien du XXe siècle par l'IFFHS

## Entraîneurs
- Duncan MacKay

## Anciens joueurs
- Ange Postecoglou
- Con Boutsianis
- Simon Colosimo
- Fausto De Amicis
- Patrick Kisnorbo
- Damian Mori
- Kevin Muscat
- Michael Petkovic
- Steve Wooddin
- Frank Munro